# Düren
Düren település Németországban, azon belül Észak-Rajna-Vesztfália tartományban. Lakosainak száma 93 323 fő (2023. december 31.). Düren Inden, Niederzier, Langerwehe, Hürtgenwald, Kreuzau, Nörvenich és Merzenich községekkel határos.

## Ismert szülöttjei
- Peter Gustav Lejeune Dirichlet (1805–1859) matematikus
- Rudolf Schoeller (1902–1958) svájci autóversenyző
- Georg Stollenwerk (1930–2014) labdarúgó, edző
- Leo Wilden (1936–2022) labdarúgó
- Karl-Heinz Schnellinger (1939–2024) labdarúgó
- Harald Konopka (1952–) labdarúgó
- Harald Schumacher (1954–) labdarúgó
- Sven Schaffrath (1984–) labdarúgó
- Abdenour Amachaibou (1987–) német-marokkói labdarúgó
- Deniz Naki (1989–) kurd-német labdarúgó
- Wilson Kamavuaka (1990–) német-kongói demokratikus köztársasági labdarúgó

## Népesség
A település népességének változása:
| Lakosok száma | 4563 | 9479 | 19 802 | 30 931 | 25 724 | 52 867 | 86 508 | 92 492 | 90 244 | 93 323 |
|               | 1805 | 1861 | 1885   | 1916   | 1945   | 1965   | 1990   | 2002   | 2015   | 2023   |